# Giorgio Strehler
Giorgio Strehler ([ˈdʒɔrdʒo ˈstreːler]), född  14 augusti 1921  i Trieste, död 25 december 1997 i Milano, var en italiensk teaterregissör.

## Biografi
1938–1940 studerade Giorgio Strehler skådespeleri vid Accademia dei filodrammatici i Milano. Tillsammans med vänner bildade han den experimentella teatergruppen Gruppo Palcoscenico som bland annat spelade pjäser av Luigi Pirandello. 1943 flydde han undan kriget till Genève där han anslöt sig till teaterkompaniet Compagnie des Masques med vilka han satte upp urpremiären av Albert Camus Caligula 1945. Efter kriget återvände han till Milano där han började skriva teaterkritik för Milano Sera. Men han ville hellre arbeta praktiskt med teater och 1947 grundade han Piccolo Teatro i Milano tillsammans med producenten Paolo Grassi, som han studerat med. Strehlers första uppsättning blev L'albergo dei poveri (Natthärbärget) av Maksim Gorkij. Han introducerade modern dramatik och gjorde nytolkningar av klassiker. Han var influerad av Bertolt Brecht och hade ofta politiska perspektiv på sina instuderingar. Hans regiarbete var musikaliskt och poetiskt och hans uppsättningar präglades av klarhet och visuell enkelhet. 1951 gjorde han en banbrytande uppsättning av Carlo Goldonis commedia dell'arte-pjäs Il servitore di due padroni (Två herrars tjänare). Uppsättningen gästade samma år Drottningholms slottsteater dit man återkom 1956. Samma år gästades Dramaten med Luigi Pirandellos Questa sera si recita a sogetto (I afton improviserar vi). 1968 lämnade han sitt chefskap på Piccolo Teatro och grundade kompaniet Teatro e Azione i Rom och fortsatte sedan som frilansande regissör. Från 1970-talet fokuserade han på "sanningens illussion och illussionens sanning" i en trilogi som bestod av William Shakespeares La tempesta (Stormen) 1978, Pierre Corneilles L'Illusion comique (Bländverk) 1984 och Eduardo De Filippos La grande magia 1985. Stormen räknas som Strehlers mest storartade Shakespeareuppsättning där Prosperos magi underströks av barockscenografin. 1983–1990 var han chef för Théâtre de l'Odéon i Paris. Strehler räknas som en av Europas mest inflytelserika teaterregissörer under 1900-talet. Giorgio Strehler har även regisserat opera på La Scala i Milano och på Festspelen i Salzburg. Bland utmärkelser han tilldelats kan nämnas det europeiska teaterpriset Premio Europa 1990.